# اپسیلون-وینیفرین
اپسیلون-وینیفرین (به انگلیسی: Epsilon-Viniferin) با فرمول شیمیایی C۲۸H۲۲O۶ یک ترکیب شیمیایی با شناسه پاب‌کم ۵۲۸۱۷۲۸ است. که جرم مولی آن ۴۵۴٫۴۷ g/mol می‌باشد.